# Gregorio Samaniego
Gregorio Samaniego (9 maggio 1917 – ...) è stato un calciatore argentino, di ruolo attaccante.

## Caratteristiche tecniche
Giocava come attaccante; era solitamente impiegato nel ruolo di ala sinistra.

## Carriera

### Club
Samaniego fu una delle riserve del River Plate degli anni 1930. Il suo impiego in campionato fu limitato, e trovò spazio in competizioni secondarie (come la Copa de Honor Municipalidad de Buenos Aires). Entrò per la prima volta a far parte della rosa del River Plate nella stagione 1935; il suo primo campionato lo vide realizzare due reti, una contro il Talleres de Recoleta il 20 ottobre e una contro il Lanús il 15 dicembre. Nel 1936 realizzò una rete in Copa de Honor (il 5 aprile contro l'Estudiantes di La Plata), e al termine del campionato vinse il titolo di campione d'Argentina. Nel 1937 segnò altre due reti in Primera División, contro il Racing di Avellaneda e contro l'Argentinos Juniors. Nel 1939 giocò per il Banfield: partecipò alla promozione del club dalla seconda alla prima serie, segnando anche una rete contro l'All Boys. Si ritirò nel 1940.

## Palmarès

### Club

#### Competizioni nazionali
- Campionato argentino: 2

River Plate: 1936, 1937